# Polski koń zimnokrwisty

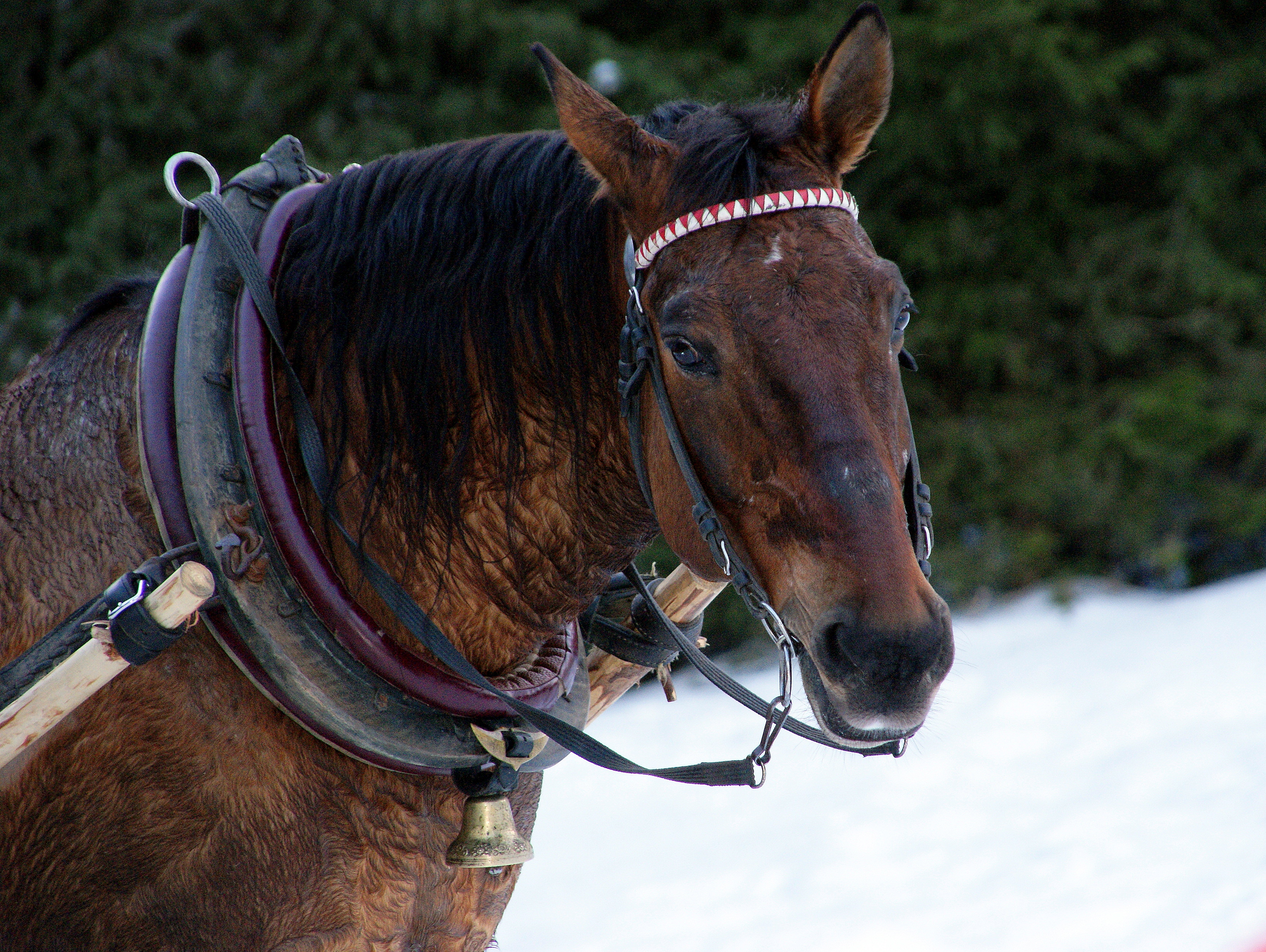
Polski koń zimnokrwisty

Polski koń zimnokrwisty – mały lub średniej miary koń zimnokrwisty w typie pospiesznoroboczym, hodowany w Polsce. Polskie konie zimnokrwiste są zbliżone genetycznie do konia ardeńskiego. Jako że coraz rzadziej używa się ich do pracy, wzrosło znaczenie tych koni jako eksportowych zwierząt rzeźnych.
Do dziś użytkowane są w rolnictwie, szczególnie w małych rodzinnych gospodarstwach, czy położonych w terenie górzystym, oraz w leśnictwie, na terenach gdzie ze względu na ukształtowanie terenu, czy wymagania ochronne. Oprócz pracy na wsi gdzie wykorzystywane są podstawowe zalety tej rasy tj. siła i wytrzymałość, polski koń zimnokrwisty coraz częściej spotykany jest u jeźdźców rekreacyjnych z uwagi na komfort jazdy a przede wszystkim minimalne "wybicie" podczas biegu. Ma to duże znaczenie przy hipoterapii i rekonwalescencji. Niewątpliwie jego wszechstronność tj. możliwość jazdy w siodle oraz pociągnięcia bryczki w sezonie wiosenno-letnim, jak i sań w sezonie zimowym działa na plus tej rasy w wykorzystaniu rekreacyjnym.
Polskie Konie Zimnokrwiste wyróżniają się łagodnym charakterem, zrównoważonym temperamentem, wcześniej dojrzewają od koni ras zachodnioeuropejskich, bardzo szybko rosną i małe wymagania paszowe, którą doskonale wykorzystują. Są łagodne, dobrze współpracują z człowiekiem i chętnie pracują w zaprzęgach. Hodowla prowadzona jest w 3 typach - dwa typy regionalne: sztumski i sokólski, które do trzeciego pokolenia muszą posiadać przodków urodzonych wyłącznie w Polsce. Trzeci typ – obecnie najliczniejszy stanowią konie z większym lub mniejszym dolewem krwi ardenów, belgów i koni reńsko-belgijskich. Księga stadna dla koni zimnokrwistych składa się z 3 sekcji: polski koń zimnokrwisty, koń sokólski oraz koń sztumski.
Polskie konie zimnokrwiste z uwagi na częste wychowanie przez pierwszego właściciela i pracę w gospodarstwie, podczas układania do jazdy wykazują stałą pozytywną reakcję na komendy głosowe. Należy jednak pamiętać, iż nierzadko główną rolę gra tutaj ton i natężenie głosu a nie wypowiadane słowa.

## Hodowla
Obecnie istniejąca rasa wyhodowana została w XIX wieku na bazie rodzimych małych koni roboczych, uszlachetnianych importowanymi końmi zimnokrwistymi, głównie z Belgii, Francji i Niemiec. Nazwa „koń zimnokrwisty” pojawiła się w polskiej literaturze fachowej w roku 1964 wraz z wydaniem drukiem pierwszej księgi stadnej pod tytułem Księga Stadna Koni Zimnokrwistych i Pogrubionych. Wdrażane są programy ochronne mające na celu zachowanie tej rasy.

## Odmiany lokalne
Wyróżnia się, między innymi, następujące odmiany rasy polski koń zimnokrwisty:
- konie sokólskie – silne, o dobrych chodach, najczęściej w maści kasztanowatej z jasną grzywą i ogonem[1],
- konie lidzbarsko-warmińskie – konie o dużej masie ciała i domieszce krwi döli i koni północnoszwedzkich[1],
- konie łowicko-sochaczewskie – wyhodowane pod wpływem ogierów belgijskich i ardeńskich, najczęściej o maści kasztanowatej[1]
- konie sztumskie – najcięższy regionalny typ konia zimnokrwistego w Polsce, pracujący głównie w stępie[5].